# Young Griffo

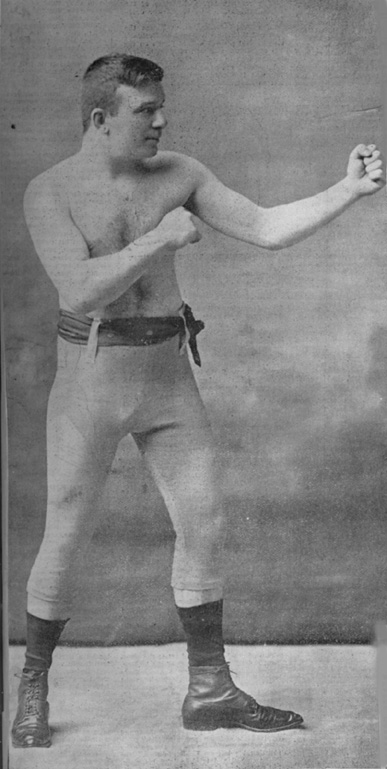
Young Griffo

Young Griffo (* 1. Januar 1871 in Millers Point, Sydney, New South Wales, Australien; † 10. Dezember 1927) war in australischer Boxer im Federgewicht.

## Profi
Am 1. Januar 1884 gab er sein Debüt bei den Profis, das gegen seinen Landsmann Bill Scott mit einem „No Contest“ endete. Am 2. September im Jahr 1890 trat er gegen Torpedo Billy Murphy um den universellen Weltmeistertitel an und siegte durch Aufgabe. Diesen Gürtel trug er bis 1892. 
Im Jahre 1991 fand Griffo Aufnahme in die International Boxing Hall of Fame.